# هریه مسی
 هریه مسی (انگلیسی: Harrie Massey؛ زاده ۱۶ مهٔ ۱۹۰۸ درگذشته ۲۷ نوامبر ۱۹۸۳) فیزیک‌دان اهل استرالیا بود.